# Bärenbad Neustift

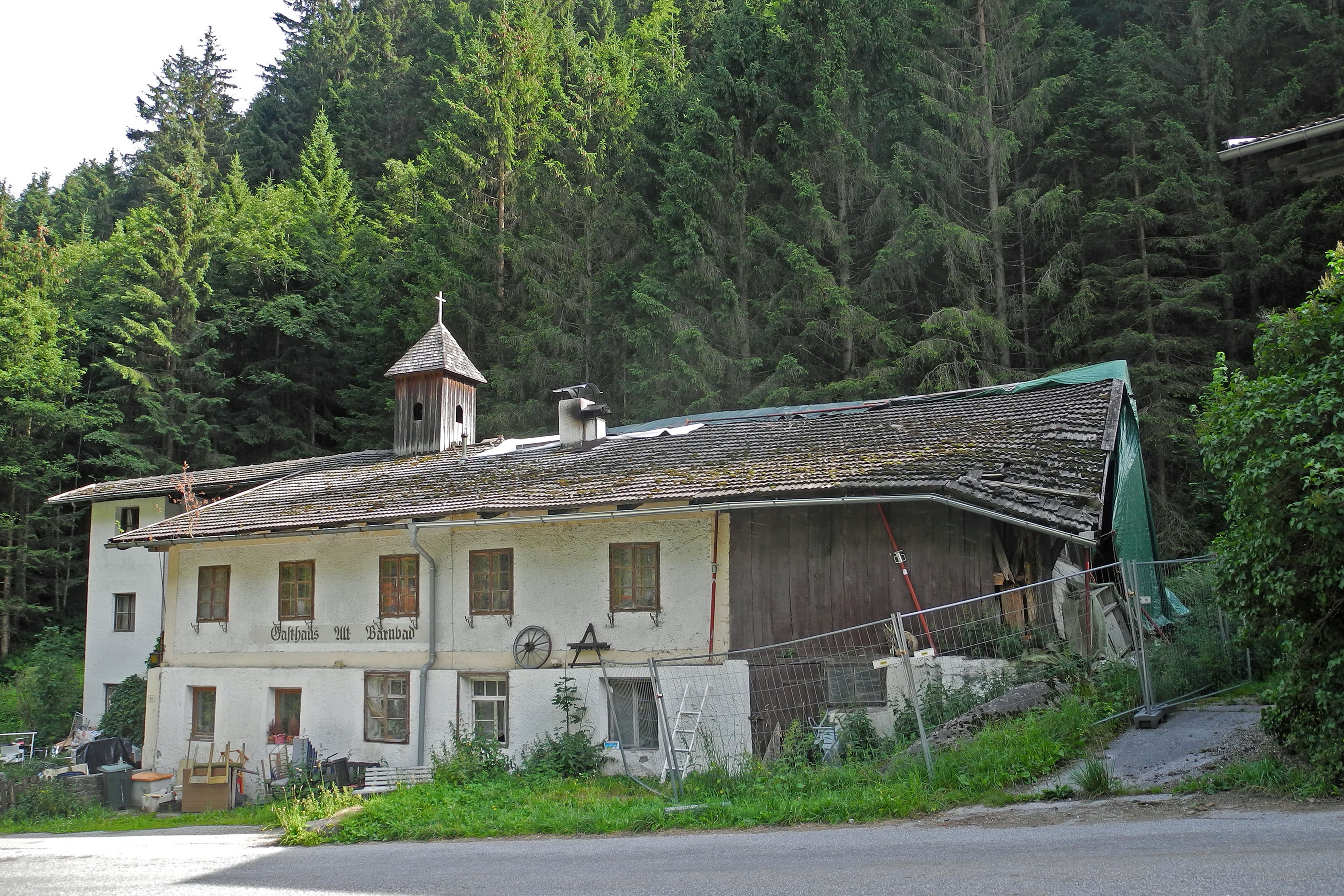
Ehemaliger Gasthof Alt-Bärenbad

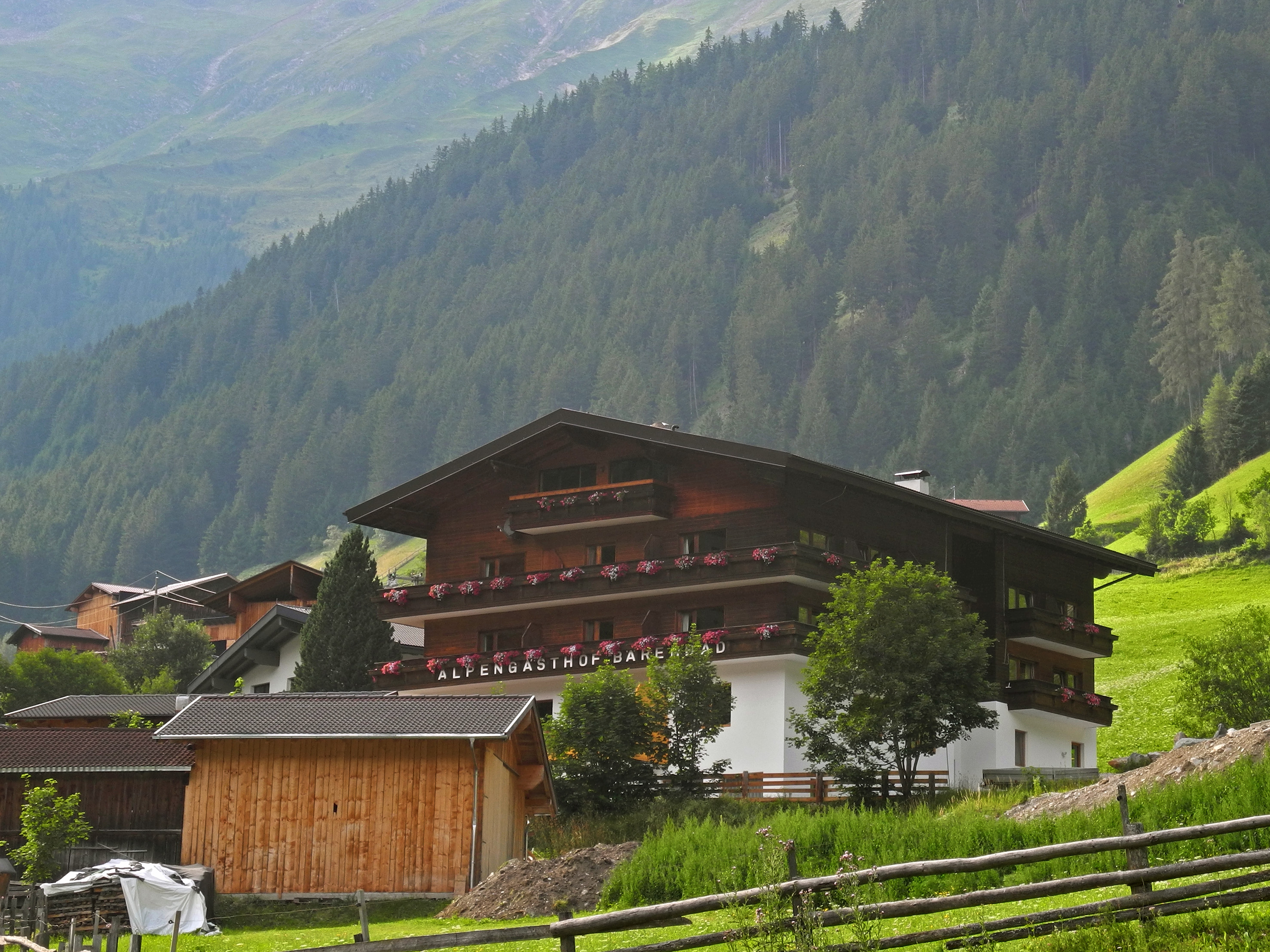
Neuer Alpengasthof Bärenbad

Das Bärenbad Neustift (auch Bärnbad genannt) war ein altes Badehaus mit natürlicher Heilquelle in Tirol, Österreich. Seit 1907 war es ein Alpengasthaus, befindet sich jedoch mittlerweile in Privatbesitz. Es liegt im Oberbergtal, einem Seitental des Stubaitales. 

## Geschichte
Alten Überlieferungen zufolge begann die Geschichte des Bärenbades schon um 1500.
Kaiser Maximilian, der damals das Oberbergtal gerne für Jagdausflüge nutzte, so wie es zu der Zeit der Brauch war mit Hunden und Treibern, schoss einmal einen Bären nur an der Pfote an. 
Bären lebten damals bis Anfang des 17. Jahrhunderts noch frei im Stubaital. 
Das Tier wurde von ihm einige Tage später erlegt. 
Seine Tatze war allerdings bereits verheilt. 
Auf des Kaisers Frage hin, berichtete der Treiber, der als Späher ausgeschickt worden war, dass der Bär diese Tatze immer in eine Quelle gehalten hatte. 
Diese wurde untersucht, so gut man es damals konnte, und man stellte fest, dass sie stark eisenhaltig und mineralhaltig war. 
Der Treiber bat sich an der Quelle einen Grund aus und König Ferdinand verlieh ihm zu Valpein im Obern perg das Recht, das Wasser, von alters her das Pernpadtn (wie man zu der Zeit schrieb) genannt, auf seinen eigenen Grund zu führen und daselbst ein Badhaus menigelich zu gutem [für jedermann zum Nutzen] zu errichten. 
Auch wurde ihm Holz zum Beheizen zugewiesen. 
Er verpflichtete sich, am St. Gallentag (16. Oktober) jährlich ein Pfund Perner (12 Kreuzer) und auf Ostern 2 Hühner und 20 Eier in die Propstei (Schlossverwaltung) Amras als Zins zu übergeben. Um 1550 wurde es von einer Mure völlig zerstört. 
1625 wurde es einen Büchsenschuss (ca. 50 m) weiter oberhalb ab vom Wasser in sicherer Lage wieder aufgebaut. 
Da steht es noch heute, kaum verändert.

## Die Heilquelle
Das Quellwasser ist besonders erdig. Untersuchungen ergaben, dass es sehr eisen- und mineralhaltig ist.
Menschen aus aller Herren Ländern nützten im Laufe der vergangenen Jahrhunderte die heilbringende Kraft des Wassers.
Vor allem im 17. und 18. Jahrhundert erfreuten sich die drei Quellen (eine Schwefel-, eine Eisen- und eine gemischte Quelle) regen Zustroms.
Das Wasser wurde in Holzröhren zugeleitet, während die Badegäste in Sitz- oder Liegebädern auf rasche Wundheilung, eine bessere Verdauung oder darauf, ihre rheumatischen Beschwerden loszuwerden, hofften. 
Das Heilbad wurde allerdings nur bis zum Jahr 1958 betrieben, da der Zulauf der Quelle zum Haus versiegte.

## Heute
Im Jahre 1907 kaufte Thresel Falbesoner das Bärenbad und seither befindet sich das geschichtsträchtige Haus in Familienbesitz. Es änderte danach mehrmals den Besitzer.
Koordinaten: 47° 6′ 52,8″ N, 11° 15′ 57,6″ O